# Munseyella punctata
Munseyella punctata is een mosselkreeftjessoort uit de familie van de Pectocytheridae. De wetenschappelijke naam van de soort is voor het eerst geldig gepubliceerd in 1983 door Whatley & Downing.